# 小增益定理

由系統S_{1}及系統S_{2}回授組合而成的系統

小增益定理（small-gain theorem）是在由二個系統回授組成的非線性系統中，要達到有限增益{\displaystyle {\mathcal {L}}}穩定性的充分條件。小增益定理如下：
假設二個穩定系統{\displaystyle S_{1}}及{\displaystyle S_{2}}以回授迴路的方式組成一系統，此閉回路系統輸入-輸出穩定性（input-output stability）的條件是{\displaystyle \|S_{1}\|\cdot \|S_{2}\|<1}，而且{\displaystyle S_{1}}和{\displaystyle S_{2}}兩者都要穩定。
上述的範數可以是無窮範數，是轉移函數在所有頻率下最大的奇異值的大小，不過用其他的範數也會有相同的結果。
小增益定理可以視為是奈奎斯特稳定判据在非線性時變MIMO（多輸入多輸出）系統的擴展。
小增益定理是由波蘭-加拿大籍的控制理論學家George Zames在1966年所證明。

## 延伸閱讀
- H. K. Khalil, Nonlinear Systems, third edition, Prentice Hall, Upper Saddle River, New Jersey, 2002;
- C. A. Desoer, M. Vidyasagar, Feedback Systems: Input-Output Properties, second edition, SIAM, 2009.